# Philipp Kadelbach
Philipp Kadelbach (* 9. September 1974 in Frankfurt am Main) ist ein deutscher Filmregisseur.

## Werdegang
Sein Vater war Leiter der Volkshochschule Main-Kinzig und vermittelte seinem Sohn die Liebe zum Film. Philipp Kadelbachs jüngerer Bruder Michael wurde Komponist und steuert gelegentlich die Filmmusik zu Kadelbachs Regiearbeiten bei.

## Ausbildung
Kadelbach besuchte die Pittsburgh Filmmakers’ School of Film, Photography, and Digital Media. Neben dem Studium arbeitete er dort für den lokalen Fernsehsender WQED. Ab 1995 arbeitete er als Leiter der Abteilung Avid Digital Editing bei der Frankfurter Werbefilmproduktionsfirma Neue Sentimental Film, im Anschluss absolvierte er die Filmakademie Baden-Württemberg in Ludwigsburg.
Er ist verheiratet und lebt in Berlin.

## Regie
Bei seinem Regiedebüt, dem Kurz-Spielfilm Platonische Liebe (FBW-Prädikat: Wertvoll) aus dem Jahr 1998/99, schrieb Kadelbach auch das Drehbuch und sorgte für den Schnitt. Die Filmmusik stammt von seinem jüngeren Bruder, dem Filmkomponisten Michael Kadelbach, und Herbert Grönemeyer. Der Film gewann den Friedrich-Wilhelm-Murnau-Kurzfilmpreis 2000. Er lief unter anderem beim Telluride Film Festival 1999 (unter dem Titel Platonic Love), dem Torino Film Festival 1999, der Berlinale 2000 und auf Arte. Kadelbachs nächster Kurzfilm war 2001/02 2 Fläschchen.
Für die von teamWorx produzierte Krimiserie Unschuldig, die mit Alexandra Neldel in der Hauptrolle auf ProSieben ausgestrahlt wurde, führte er Regie bei den ersten vier Folgen der ersten Staffel. Sein erstes großes Filmprojekt war der ZDF-Zweiteiler Das Geheimnis der Wale mit Christopher Lambert, Mario Adorf und Veronica Ferres. Für teamWorx und RTL verfilmte er in der zweiten Jahreshälfte 2009 den Absturz der „Hindenburg“ unter dem Titel Hindenburg. Der Film gewann den Deutschen Fernsehpreis 2011 in der Kategorie Bester Mehrteiler.
Im März 2011 begannen die Dreharbeiten für den ZDF-Dreiteiler Unsere Mütter, unsere Väter. Erzählt wird die Geschichte von fünf Freunden und ihrem Leben und Überleben während des Russlandfeldzugs zwischen 1941 und 1945. Philipp Kadelbach übernahm die Regie anstelle des ursprünglich eingeplanten Lars Becker. Der Film gewann unter anderem den Deutschen Fernsehpreis 2013 in der Kategorie Bester Mehrteiler sowie die Goldene Kamera 2014 in der Kategorie Bester TV-Film und den International Emmy Award 2014. Für den Emmy Award wurde er erneut für seinen Film Nackt unter Wölfen nominiert, der ebenfalls den Deutschen Fernsehpreis gewann.
Im Juni 2015 begann er die Dreharbeiten der fünfteiligen Mini-Serie SS-GB nach dem Bestseller von Len Deighton in London. Er ist damit der erste deutsche Regisseur, der für BBC Films eine ausschließlich aus England heraus produzierte Fernsehserie gedreht hat. Er blieb in London, um 2016 für Sky die Fernsehserie Riviera zu drehen. Anschließend drehte er Anfang 2017 in Deutschland den Kinofilm So viel Zeit und die 6-teilige ZDFneo-Serie Parfum, die Motive aus dem Roman Das Parfum von Patrick Süskind nutzt. Parfum feierte Premiere auf dem Münchner Filmfest 2018. Nachdem er 2021 die 8-teilige Amazon-Prime-Serie Wir Kinder vom Bahnhof Zoo fertig gestellt hatte, begann er mit der Arbeit für die von Sky beauftragte Serie Munich Games, die auf dem Filmfest München 2022 Premiere feierte.
Kadelbach führte von 1998 bis 2008 Regie bei über dreihundert nationalen und internationalen Werbefilmen, zum Beispiel für BMW, VW, Mercedes, Hornbach, Burger King, Chevrolet, Seat, Siemens und T-Mobile. Wenn er zusammen mit seinem Kameramann Thomas Dirnhofer Werbefilme dreht, benutzen die beiden das Pseudonym Begbie.

## Filmografie
- 1999: Platonische Liebe (Kurzfilm)
- 2008: Unschuldig (Fernsehserie, vier Folgen)
- 2010: Das Geheimnis der Wale
- 2011: Hindenburg (Fernseh-Mehrteiler)
- 2013: Unsere Mütter, unsere Väter (Fernseh-Mehrteiler)
- 2014: Die Pilgerin
- 2015: Nackt unter Wölfen
- 2016: Auf kurze Distanz
- 2017: SS-GB (Fernsehserie)
- 2017: Riviera (Fernsehserie)
- 2018: So viel Zeit
- 2018: Parfum (Fernsehserie)
- 2021: Wir Kinder vom Bahnhof Zoo (Fernsehserie)
- 2022: Munich Games (Fernsehserie)
- 2025 City of Blood (Fernsehserie)

## Auszeichnungen

### Film
- 2000: Friedrich-Wilhelm-Murnau-Kurzfilmpreis für Platonische Liebe
- 2000: Epica Awards; Eurobest, The New York Festival für Envia Energy
- 2011: Deutscher Fernsehpreis 2011 in der Kategorie Bester Mehrteiler für Hindenburg
- 2013: Seoul International Drama Awards in der Kategorie Beste Regie und Beste Mini-Serie für Unsere Mütter, unsere Väter
- 2013: Prix de la meilleure in der Kategorie fiction für Unsere Mütter, unsere Väter
- 2013: Deutscher Fernsehpreis 2013 in der Kategorie Bester Mehrteiler für Unsere Mütter, unsere Väter
- 2013: Auszeichnung der Deutschen Akademie für Fernsehen 2013 in der Kategorie Beste Regie für Unsere Mütter, unsere Väter
- 2013: Prix Europa in der Kategorie Beste Mini-Serie für Unsere Mütter, unsere Väter
- 2014: Goldene Kamera 2014 in der Kategorie Bester TV-Film für Unsere Mütter, unsere Väter
- 2014: Golden Magnolia Award beim International Shanghai Television Festival, Beste Regie für Unsere Mütter, unsere Väter
- 2014: International Emmy Award in der Kategorie TV Movie/Mini-Series für Unsere Mütter, unsere Väter
- 2015: Grand Prize der Jury bei den Seoul International Drama Awards für Nackt unter Wölfen
- 2015: Bayerischer Fernsehpreis als bester Regisseur in der Kategorie Fernsehfilme / Serien und Reihen für Nackt unter Wölfen
- 2016: Deutscher Fernsehpreis 2016 in der Kategorie Bester Fernsehfilm für Nackt unter Wölfen
- 2017: Goldene Kamera 2017 in der Kategorie Bester TV-Film für Auf kurze Distanz
- 2017: Hamburger Krimipreis in der Kategorie Bester TV-Film für Auf kurze Distanz
- 2022: Serienpreis der Studierenden beim TeleVisionale Film- und Serienfestival Baden-Baden für Munich Games

### Werbespots
Hauptsächlich für Werbefilme unter dem Pseudonym Begbie:
- 2000: ADC Award, Gold für Bauhaus „Leichtathletik-EM“
- 2001: ADC Award; Die Klappe für Hornbach Paul
- 2001: VDW Award; The New York Festival für Möbel Walther Topf
- 2002: ADC Germany; D&D Award; VDW Award; London Int. Ad Awards; Cannes Festival; Clio Awards für Wirtschaftswoche Wespe
- 2002: CCA, Gold für Iglo ÖSV Iss was G'scheits
- 2003: D&D Award; Clio Award für Yello Strom Boule
- 2003: Moebius Award, Gold; The New York Festival; Die Klappe; ADC Award; London Int. Ad Award für Hornbach Bude
- 2005: Clio Award für Haake Beck Jetty
- 2005: Comprix; Die Klappe; The New York Festival, Gold für ADP Mutter
- 2007: VDW Award, Starke Kinder, Werbespot des Deutschen Caritasverbandes[8]
- 2008: Die Klappe; The New York Festival, Moebius Award; Eurobest für Klicksafe.de Klaus
- 2008: Moebius Award, Silber für Migros Twist
- 2009: Moebius Award, Gold; ADC Schweiz für Migros I am

## Kritiken
Der Schauspieler Jürgen Schornagel wird über Philipp Kadelbach zitiert mit: „Er ist unter den Top 5 von den 116 Regisseuren, mit denen ich gedreht habe. Er hilft den Jungen und den Erfahrenen – und er lässt uns Fehler machen.“